# Tavares (groupe)
Pour les articles homonymes, voir Tavares.
Tavares, également connu sous le nom The Tavares Brothers, est un groupe américain de soul, funk et disco formé en 1959. Le groupe est composé de cinq frères américano-cap-verdiens originaires de Providence, dans le Rhode Island.
Le groupe est entre autres connu pour ses succès de la vague disco dans les années 1970 : It Only Takes a Minute, Heaven Must Be Missing an Angel, Don't Take Away the Music et More Than a Woman reprise des Bee Gees, parue sur la bande originale de La Fièvre du samedi soir.

## Membres

### Membres actuels
- depuis 1959 :
  - « Chubby » — Antone Lee Tavares (né le 2 juin 1944) ;
  - « Butch » — Feliciano Vierra Tavares, Jr. (né le 18 mai 1948) ;
  - « Tiny » — Perry Lee Tavares (né le 23 octobre 1949).

### Anciens membres
- de 1959 à 1984 : « Ralph » — Ralph Edward Vierra Tavares (né le 10 décembre 1941 et mort le 8 décembre 2021)
- De 1959 à 2024 : « Pooch » — Arthur Paul Tavares (né le 12 novembre 1942 et mort en avril 2024)
- de 1959 à 1973 : « Victor » — Victor Tavares (né le 4 mai 1947)

## Discographie

### Albums studio
| 1974                                                               | Check It Out (en)     | 160 | 20 | —  | —  | — | —  | Capitol |
| 1974                                                               | Hard Core Poetry (en) | 121 | 11 | —  | —  | — | —  | Capitol |
| 1975                                                               | In the City           | 26  | 8  | —  | 93 | — | —  | Capitol |
| 1976                                                               | Sky High!             | 24  | 20 | 36 | 7  | 2 | 22 | Capitol |
| 1977                                                               | Love Storm (en)       | 59  | 15 | 99 | 67 | — | —  | Capitol |
| 1978                                                               | Future Bound (en)     | 115 | 55 | —  | —  | — | —  | Capitol |
| 1979                                                               | Madam Butterfly (en)  | 92  | 13 | —  | 90 | — | —  | Capitol |
| 1980                                                               | Supercharged          | 75  | 20 | —  | —  | — | —  | Capitol |
| 1980                                                               | Love Uprising (en)    | 205 | —  | —  | —  | — | —  | Capitol |
| 1981                                                               | Loveline (en)         | —   | —  | —  | —  | — | —  | Capitol |
| 1982                                                               | New Directions (en)   | 137 | 30 | —  | —  | — | —  | RCA     |
| 1983                                                               | Words and Music (en)  | 208 | 48 | —  | —  | — | —  | RCA     |
| « — » indique que le titre n'est pas sorti ou classé dans le pays. |                       |     |    |    |    |   |    |         |

### Compilations
| 1977                                                               | The Best of Tavares                             | 72 | 42 | —  | 39 | - BPI: Argent | Capitol     |
| 1993                                                               | Capitol Gold: The Best of Tavares               | —  | —  | 28 | —  |               | Capitol     |
| 1996                                                               | The Greatest Hits                               | —  | —  | —  | —  |               | EMI         |
| 1997                                                               | It Only Takes a Minute: A Lifetime with Tavares | —  | —  | —  | —  |               | EMI         |
| 2001                                                               | The Best of Tavares                             | —  | —  | —  | —  |               | EMI-Capitol |
| 2002                                                               | Classic Masters                                 | —  | —  | —  | —  |               | Capitol     |
| 2004                                                               | Anthology                                       | —  | —  | —  | —  |               | Capitol     |
| « — » indique que le titre n'est pas sorti ou classé dans le pays. |                                                 |    |    |    |    |               |             |

### Singles
| Année                                                              | Single                                                  | Classement | Classement | Classement | Classement | Classement | Classement | Classement | Classement | Classement | Classement | Classement | Certifications           | Album            |
| Année                                                              | Single                                                  | FRA        | É-U        | É-U R&B    | É-U Dan    | É-U A/C    | AUS        | CAN        | IRL        | P-B        | N-Z        | R-U        | Certifications           | Album            |
| ------------------------------------------------------------------ | ------------------------------------------------------- | ---------- | ---------- | ---------- | ---------- | ---------- | ---------- | ---------- | ---------- | ---------- | ---------- | ---------- | ------------------------ | ---------------- |
| 1973                                                               | Check It Out                                            | —          | 35         | 5          | —          | —          | —          | —          | —          | —          | —          | —          |                          | Check It Out     |
| 1974                                                               | That's the Sound That Lonely Makes                      | —          | 70         | 10         | —          | —          | —          | —          | —          | —          | —          | —          |                          | Check It Out     |
| 1974                                                               | Too Late                                                | —          | 59         | 10         | —          | —          | —          | 67         | —          | —          | —          | —          |                          | Hard Core Poetry |
| 1974                                                               | She's Gone (en)                                         | —          | 50         | 1          | —          | —          | —          | 96         | —          | —          | —          | —          |                          | Hard Core Poetry |
| 1975                                                               | Remember What I Told You to Forget (face A)             | —          | 25         | 4          | —          | —          | —          | 46         | —          | —          | —          | —          |                          | Hard Core Poetry |
| 1975                                                               | My Ship (face B)                                        | —          | 25         | —          | —          | —          | —          | —          | —          | —          | —          | —          |                          | Hard Core Poetry |
| 1975                                                               | It Only Takes a Minute                                  | 3          | 10         | 1          | 2          | —          | —          | 17         | —          | —          | —          | —          |                          | In the City      |
| 1975                                                               | Free Ride (en)                                          | —          | 52         | 8          | —          | —          | —          | 71         | —          | —          | —          | —          |                          | In the City      |
| 1976                                                               | The Love I Never Had                                    | —          | —          | 11         | —          | —          | —          | —          | —          | —          | —          | —          |                          | In the City      |
| 1976                                                               | Heaven Must Be Missing an Angel                         | 7          | 15         | 3          | 1          | 18         | 30         | 11         | 9          | 1          | 30         | 4          | - RIAA: Or - BPI: Argent | Sky High!        |
| 1976                                                               | Don't Take Away the Music                               | 5          | 34         | 14         | 1          | —          | —          | 48         | 7          | 5          | —          | 4          | - BPI: Argent            | Sky High!        |
| 1977                                                               | The Mighty Power of Love                                | —          | —          | —          | —          | —          | —          | —          | —          | —          | —          | 25         |                          | Sky High!        |
| 1977                                                               | Whodunit (en)                                           | —          | 22         | 1          | —          | 31         | 32         | 15         | —          | 7          | 3          | 5          |                          | Love Storm       |
| 1977                                                               | One Step Away                                           | —          | —          | —          | —          | —          | —          | —          | —          | —          | —          | 16         |                          | Love Storm       |
| 1977                                                               | Goodnight My Love (en)                                  | —          | —          | 14         | —          | —          | —          | —          | —          | —          | —          | —          |                          | Love Storm       |
| 1977                                                               | More Than a Woman                                       | 1          | 32         | 36         | —          | —          | —          | 29         | —          | 34         | —          | 7          |                          | Future Bound     |
| 1978                                                               | The Ghost of Love (Part 1)                              | —          | —          | 48         | —          | —          | —          | —          | —          | —          | —          | 29         |                          | Future Bound     |
| 1978                                                               | Timber                                                  | —          | —          | 94         | —          | —          | —          | —          | —          | —          | —          | —          |                          | Future Bound     |
| 1978                                                               | Slow Train to Paradise                                  | —          | —          | —          | —          | —          | —          | —          | 18         | —          | —          | 62         |                          | Future Bound     |
| 1978                                                               | Never Had a Love Like This Before                       | —          | —          | 5          | —          | —          | —          | —          | —          | —          | —          | —          |                          | Madam Butterfly  |
| 1979                                                               | Straight from Your Heart                                | —          | —          | 77         | —          | —          | —          | —          | —          | —          | —          | —          |                          | Madam Butterfly  |
| 1979                                                               | Bad Times                                               | —          | 47         | 10         | —          | —          | —          | —          | —          | —          | —          | —          |                          | Supercharged     |
| 1980                                                               | I Can't Go on Living Without You                        | —          | —          | 42         | —          | —          | —          | —          | —          | —          | —          | —          |                          | Supercharged     |
| 1980                                                               | Love Uprising                                           | —          | —          | 17         | —          | —          | —          | —          | —          | —          | —          | —          |                          | Love Uprising    |
| 1981                                                               | Loneliness                                              | —          | —          | 64         | —          | —          | —          | —          | —          | —          | —          | —          |                          | Love Uprising    |
| 1981                                                               | Turn Out the Nightlight                                 | —          | —          | 45         | —          | —          | —          | —          | —          | —          | —          | —          |                          | Loveline         |
| 1981                                                               | Loveline                                                | —          | —          | 47         | —          | —          | —          | —          | —          | —          | —          | —          |                          | Loveline         |
| 1982                                                               | A Penny for Your Thoughts (en)                          | —          | 33         | 16         | —          | 15         | 60         | —          | —          | 45         | 17         | —          |                          | New Directions   |
| 1983                                                               | Got to Find My Way Back to You                          | —          | —          | 24         | —          | —          | —          | —          | —          | —          | —          | —          |                          | New Directions   |
| 1983                                                               | Deeper in Love                                          | —          | —          | 10         | 41         | —          | —          | —          | —          | —          | —          | —          |                          | Words and Music  |
| 1983                                                               | Words and Music                                         | —          | —          | 29         | —          | —          | —          | —          | —          | —          | —          | —          |                          | Words and Music  |
| 1985                                                               | Heaven Must Be Missing an Angel (Remix by Ben Liebrand) | —          | —          | —          | —          | —          | —          | —          | 8          | 11         | —          | 12         |                          | NC               |
| 1985                                                               | Don't Take Away the Music (Hands off the Music Mix)     | —          | —          | —          | —          | —          | —          | —          | —          | 48         | —          | —          |                          | NC               |
| 1986                                                               | It Only Takes a Minute (Remix by Ben Liebrand)          | —          | —          | —          | —          | —          | —          | —          | —          | —          | —          | 46         |                          | NC               |
| « — » indique que le titre n'est pas sorti ou classé dans le pays. |                                                         |            |            |            |            |            |            |            |            |            |            |            |                          |                  |